# 6569 Ondaatje
6569 Ondaatje è un asteroide near-Earth. Scoperto nel 1993, presenta un'orbita caratterizzata da un semiasse maggiore pari a 1,6261226 au e da un'eccentricità di 0,2206336, inclinata di 22,63948° rispetto all'eclittica.
L'asteroide è dedicato allo scrittore singalese naturalizzato canadese Michael Ondaatje.